# Joseph Fallen
 (décembre 2013).
Si vous disposez d'ouvrages ou d'articles de référence ou si vous connaissez des sites web de qualité traitant du thème abordé ici, merci de compléter l'article en donnant les références utiles à sa vérifiabilité et en les liant à la section « Notes et références ».
Pour les articles homonymes, voir Fallen.
Joseph Fallen (né à Aubagne le 3 mars 1863, où il est mort le 13 janvier 1934) est un médecin et écrivain d'expression occitane provençale. Il a été le Capoulie du Felibrige de 1919 à 1922.

## Biographie
Joseph Fallen est né à Aubagne le 3 mars 1863, dans la rue Jeu de Ballon, de parents cultivateurs (Jean-Charles Fallen et Marguerite Bon). À la sortie d'école primaire, il entre à l'école Belsunce de Marseille. Après le baccalauréat il poursuit des études de médecine à Paris. Docteur en médecine, il revient à Aubagne et prend comme épouse Eugénie Cayol. Il ouvre en premier lieu un cabinet à Roquevaire et se dévoue lors de l'épidémie de variole dans la ville. Trois ans plus tard, il installe son cabinet à Aubagne. Pendant la Première Guerre mondiale il devient médecin-chef à l'hôpital d'Aubagne.
Passionné par la Provence et la poésie, il est nommé majoral à la Santo Estello d'Arles lors des grandes fêtes du cinquantenaire de Mireille en 1909. De 1908 à 1934, il est cabiscou (chef) de l'Escolo de la Mar (école félibréenne fondée en 1877), une école qui réunit les adhérents autour de la danse, la musique et la langue provençale (l'école est toujours en activité). En 1919, Valère Bernard le propose comme Capoulie du Félibrige. Il est élu à l'unanimité, charge qu'il remplit avec grande conscience jusqu'en 1922, où à la Santo-Estello de Cannes, il passait la Coupo Santo à Marius Jouveau.
Promoteur de la langue provençale, le Ministre de l'Instruction Publique l'autorisa à ouvrir des cours de provençal dans les lycées et collèges du Midi. Il glorifiait dans tous ses écrits la Provence et ornait ses livres d'une devise: soun elusido es ma vido (son rayonnement est ma vie). Ses écrits étaient souvent signés de Joùselet de Garlaban.

## Œuvres
- La Neissènço dou Christ (drame biblique en 5 actes, rôles masculins, musique de Marius Arnaud)
- Lou viagi dei pastouro a Betelèn
- La fauto d'un paire
- L'Eiretiero de la rèino Jano
- Lei boufigo de Moussu Lou Maire
- L'Arbiho
- Lou Revihoun d'un Medecin
- Lou ceramisto Louis Sicard
- Lou provençau, lengo di moussu
- Lei floureto dou Camin
- Raconte e sourneto
- La Santo-Baumo
- Gramatico prouvençalo